# Mistrzostwa świata w triathlonie na długim dystansie
Mistrzostwa świata w triathlonie na długim dystansie – to coroczne zawody triathlonowe odbywające się od 1994 roku. Organizowane są przez ITU.

## Mężczyźni
| Rok  | Złoto              | Srebro              | Brąz                      |
| ---- | ------------------ | ------------------- | ------------------------- |
| 1994 | Rob Barel          | Lothar Leder        | Yves Cordier              |
| 1995 | Simon Lessing      | Luc Van Lierde      | Peter Reid                |
| 1996 | Greg Welch         | Luc Van Lierde      | Spencer Smith             |
| 1997 | Luc Van Lierde     | Rob Barel           | Jean-Christophe Guinchard |
| 1998 | Luc Van Lierde     | Rob Barel           | Peter Sandvang            |
| 1999 | Peter Sandvang     | Torbjørn Sindballe  | Massimo Guadagni          |
| 2000 | Peter Sandvang     | Cyrille Neveu       | Francois Chabaud          |
| 2001 | Peter Sandvang     | Rasmus Henning      | Jonas Colting             |
| 2002 | Cyrille Neveu      | Torbjørn Sindballe  | Rutger Beke               |
| 2003 | Eneko Llanos       | Rutger Beke         | Xavier Le Floch           |
| 2004 | Torbjørn Sindballe | Jonas Colting       | Marino Vanhoenacker       |
| 2005 | Wiktor Zjemcew     | Marino Vanhoenacker | Xavier Le Floch           |
| 2006 | Torbjørn Sindballe | Craig Alexander     | Marino Vanhoenacker       |
| 2007 | Julien Loy         | Xavier Le Floch     | Sébastien Berlier         |
| 2008 | Julien Loy         | Francois Chabaud    | Martin Jensen             |
| 2009 | Tim O'Donnell      | Sylvain Sudrie      | Martin Jensen             |
| 2010 | Sylvain Sudrie     | Timothy O'Donnell   | François Chabaud          |

## Kobiety
| Rok  | Złoto                      | Srebro                     | Brąz                 |
| ---- | -------------------------- | -------------------------- | -------------------- |
| 1994 | Isabelle Mouthon-Michellys | Karen Smyers               | Lydie Reuze          |
| 1995 | Jenny Rose                 | Ute Schaefer               | Ines Estedt          |
| 1996 | Karen Smyers               | Sophie Delemer             | Suzanne Nielsen      |
| 1997 | Ines Estedt                | Isabelle Mouthon-Michellys | Virginia Berasategui |
| 1998 | Rina Hill                  | Lena Wahlqvist             | Megumi Shigaki       |
| 1999 | Suzanne Nielsen            | Joanne King                | Jasmine Haemmerle    |
| 2000 | Isabelle Mouthon-Michellys | Natascha Badmann           | Daniela Locarno      |
| 2001 | Lisbeth Kristensen         | Lena Wahlqvist             | Suzanne Nielsen      |
| 2002 | Ines Estedt                | Kathleen Smet              | Virginia Berasategui |
| 2003 | Virginia Berasategui       | Ana Burgos                 | Sione Jongstra       |
| 2004 | Tamara Kozulina            | Lizbeth Kristensen         | Sione Jongstra       |
| 2005 | Kathleen Smet              | Mirinda Carfrae            | Tina Boman           |
| 2006 | Bella Comerford            | Edith Niederfriniger       | Johanna Daumas       |
| 2007 | Leanda Cave                | Erika Csomor               | Catriona Morrison    |
| 2008 | Chrissie Wellington        | Charlotte Kolters          | Yvonne van Vlerken   |
| 2009 | Jodie Swallow              | Rebekah Keat               | Delphine Pelletier   |
| 2010 | Caroline Steffen           | Yvonne van Vlerken         | Virginia Berasategui |

## Wydarzenia
| Data                 | Miejsce    |
| -------------------- | ---------- |
| 26 czerwca 1994      | Nicea      |
| 1 października 1995  | Nicea      |
| 7 września 1996      | Muncie     |
| 8 czerwca 1997       | Nicea      |
| 5 września 1998      | Sado       |
| 11 lipca 1999        | Säter      |
| 18 czerwca 2000      | Nicea      |
| 5 sierpnia 2001      | Fredericia |
| 22 września 2002     | Nicea      |
| 11 maja 2003         | Ibiza      |
| 3 lipca 2004         | Säter      |
| 6 sierpnia 2005      | Fredericia |
| 19 listopada 2006    | Canberra   |
| 15 lipca 2007        | Lorient    |
| 31 sierpnia 2008     | Almere     |
| 25 października 2009 | Perth      |
| 31 lipca 2010        | Immenstadt |

## Zmiany w programie mistrzostw (1994-2009)
- 2009: 3000 m pływania, 80 km jazdy rowerem, 20 km biegu
- 2008: 4500 m pływania, 120 km jazdy rowerem, 30 km biegu
- 2007: 3000 m pływania, 80 km jazdy rowerem, 20 km biegu
- 1994-2006: 3800 m pływania, 180 km jazdy rowerem, 42.2 km biegu